# La llebre i la tortuga
La llebre i la tortuga és una faula clàssica narrada per Isop i versionada en multitud d'ocasions posteriors, incloent adaptacions en dibuixos animats per part de Looney Tunes (on donaria lloc al personatge de la tortuga Cecil) o Walt Disney.

## Argument
Una tortuga reta a una llebre a una cursa. La llebre convençuda que guanyarà, s'atura a mig camí a fer la migdiada però dorm massa i quan desperta descobreix que la tortuga, passa a passa, ja ha arribat a la meta.

## Anàlisi
La primera interpretació de la faula anima a no refiar-se de les pròpies virtuts i a treballar de valent, l'excés de confiança o l'orgull de la llebre és el que la fa perdre, així com la seva mandra, que la porta a dormir en comptes de complir la tasca. La tortuga, en canvi, encarna la perseverança.
La faula va ser aprofitada per Zenó d'Elea per parlar sobre el moviment, substituint la llebre per Aquil·les. Jean de La Fontaine va recollir la història amb algunes variants al seu recull (per exemple el fet que les tortugues eren més d'una fent relleus i enganyant la pobra llebre amb enginy, un fet comú als contes). Félix María Samaniego també va reescriure la història, accentuant el caràcter negatiu de la llebre.